# Cotesia lyciae
Cotesia lyciae är en stekelart som först beskrevs av Muesebeck 1926.  Cotesia lyciae ingår i släktet Cotesia och familjen bracksteklar. Inga underarter finns listade i Catalogue of Life.